# Braunschweig
Braunschweig (česky Brunšvik, dolnoněmecky Brunswiek) je město v Brunšvicku, na jihovýchodě německé spolkové země Dolní Sasko. Žije zde přibližně 252 tisíc obyvatel, a je tak po Hannoveru druhým největším dolnosaským městem. Spolu s městy Wolfsburg a Salzgitter tvoří jedno z devíti hlavních center země. Je součástí v roce 2005 založeného metropolitního regionu Hannover-Braunschweig-Göttingen-Wolfsburg. V širším okolí města žije okolo jednoho milionu obyvatel. Sídlí zde fotbalový klub Eintracht Braunschweig. 

## Dějiny

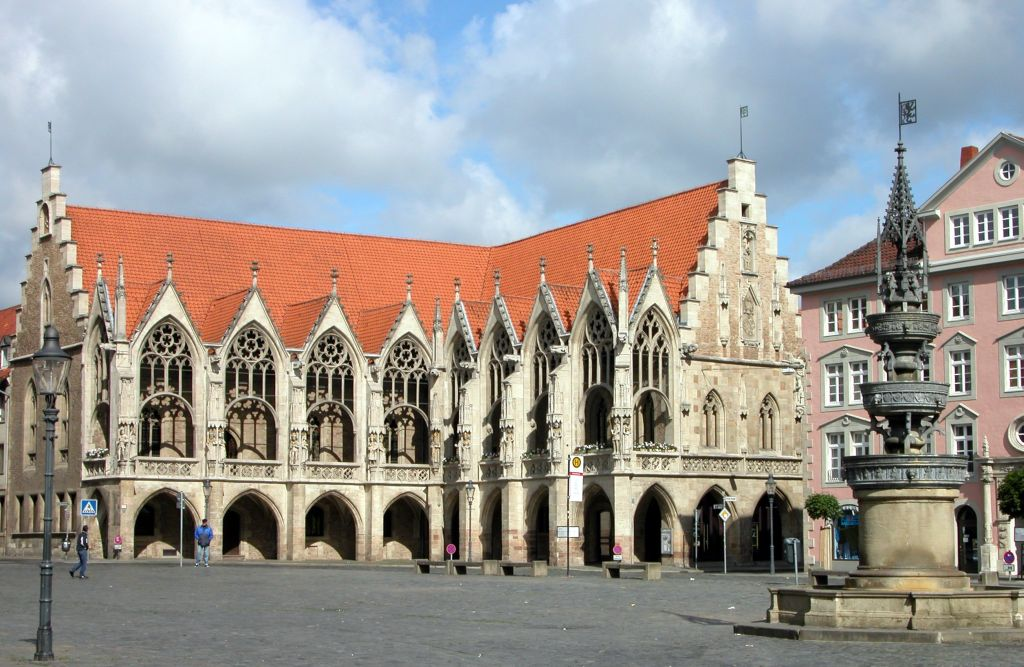
Staroměstská radnice (Altstadtrathaus) – budova v gotickém stylu postavená v 90. letech 14. století na starších základech, patří k nejstarším stavbám svého druhu v Německu

Počátky Braunschweigu se datují do 9. století. O rozvoj města se však obzvláště zasloužil vévoda Jindřich Lev (1142–1195), který dokázal z města udělat mocnou a vlivnou obchodní metropoli, jež se od poloviny 13. století stala členem hanzy (námořní spolek severoněmeckých a pobaltských obchodních měst).
V letech 1235–1918 byl Braunschweig rezidenčním sídlem Brunšvicko-lüneburského a později Brunšvického vévodství. Po abdikaci vévody byl hlavním městem Svobodného státu Brunšvicka a to až do jeho zrušení a začlenění do nově zřízené spolkové země Dolní Sasko v roce 1946. Až do zrušení Zemského okresu Braunschweig v roce 1974 byl Braunschweig sídlem vládního obvodu Braunschweig, ovšem jako městský okres nepatřil k zemskému okresu. Vládní obvod Braunschweig byl pak zrušen k 1. lednu 2005. Město je sídlem Vrchního zemského soudu.
V Brunšviku je od roku 1952 udělována nejprestižnější cena za literaturu pro děti a mládež, Cena Friedricha Gerstäckera. Působí zde evropsky významné Muzeum vévody Antona Ulricha, věnované především klasickému výtvarnému umění.
Ve městě také působí fotbalový klub Eintracht Braunschweig, založený v roce 1895.

## Osobnosti
- Carl Friedrich Gauss (1777–1855), matematik a fyzik
- Alžběta Kristýna Brunšvicko-Wolfenbüttelská (1691–1750), manželka římského císaře a českého krále Karla VI.
- Friedrich Eduard von Löbbecke (1795–1870), bankéř, otec Huga von Löbbecke, majitele textilních závodů v Oldřichovicích.

### Externí odkazy

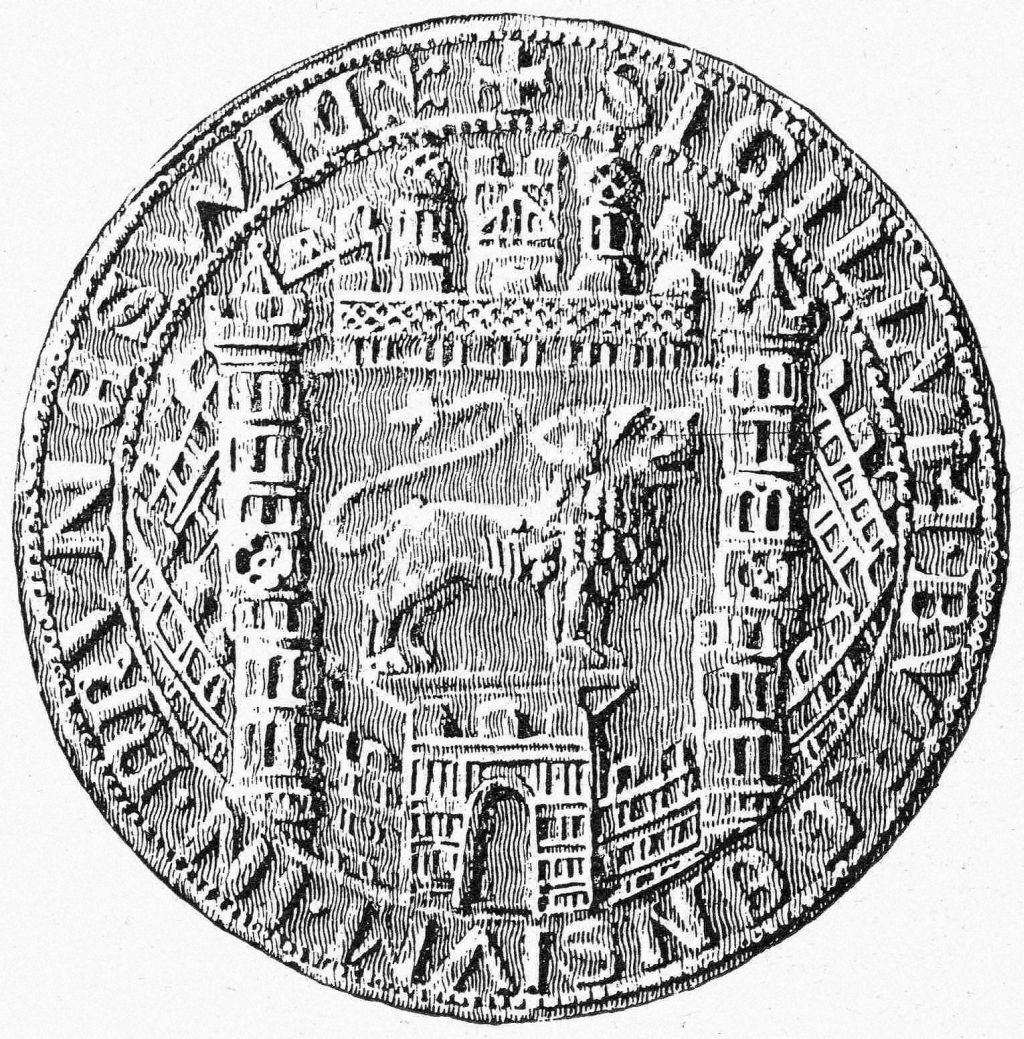
Městská pečeť z roku 1231 se známým symbolem Brunšviku – tzv. Brunšvickým lvem

## Partnerská města
- Bandung, Indonésie (1960)
- Bath, Spojené království (1971)
- Kazaň, Rusko (1988)
- Kirjat Tiv'on, Izrael (1985)
- Magdeburk, Německo (1987)
- Nîmes, Francie (1962)
- Omaha, Spojené státy americké (1992)
- Súsa, Tunisko (1980)